# 労働力調査

日本における労働力人口と、その将来予想。青は実績データ。
橙は経済成長実現＆労働参加率進展シナリオ、緑は成長ベースライン＆労働参加漸進、赤は成長ゼロ＆労働参加現状維持。

労働力調査（ろうどうりょくちょうさ）は、日本の総務省統計局が毎月実施している基幹統計調査である。労働市場における就業状況、失業者、失業率等について、労働を供給する側である個人を対象とした質問紙調査をおこない、集計して労働力統計 を作成・公表している。
統計法に基づく基幹統計を作成するための統計調査であるため、調査に従事する者に対しては厳格な守秘義務とこれに違反した場合の罰則の規定が、調査対象者に対しては回答する義務（報告義務）が課されている。なお、統計法52条により、個人情報保護法は適用されない。

## 内容
就業と求職の状況を、世帯、個人の側から調査する。
調査方法・対象
無作為抽出により選定された住戸に住む約4万世帯を調査する。世帯員全員について性別・出生年月日・続柄を、15歳以上の者 (約10万人) については毎月末日から1週間前までの就業状態等を調査票 に記入してもらう。

調査内容
就業の有無、就業の形態（産業と職業、自営業者か雇用者か、雇用の場合には無期雇用か有期雇用か等）、就業日数および就業時間（残業や休日出勤をふくむ実際の状況）、求職活動についてなど。

変遷
調査開始は1946年9月。旧統計法による指定統計（第30号）への指定は1950年4月(p92)。開始後しばらくはサンプリング・調査票・調査方法にさまざまな変更があったが、1967年までに現行の方法がほぼ固まった。2002年には、別途承認統計として行われていた労働力調査特別調査（下記参照）を統合した。このため、調査結果の公表が「基本集計」「詳細集計」の2本立てとなった。2009年には、統計法の全面改正（2007年5月公布、2009年4月に全面施行）に基づき、新たな統計法に基づく基幹統計となった。2018年から、国際労働機関 (ILO) の2013年の第19回国際統計専門家会議勧告 に基づき、未活用労働力に関する集計を開始。

※労働力調査臨時調査 (1949-1961年) と労働力調査特別調査 (1962-2002年)：
毎月行う労働力調査は内容が簡易なため、年に1-2回、労働力調査よりも調査内容が細かい調査を行っていた。1949-1961年の間は「臨時調査」（年によって特別の名称がついていることがある）、1962-2002年は「特別調査」と呼ばれている。その時々の雇用情勢に応じて焦点を変えてきたため、内容がしばしば変化している(p93)。ただし1984年以降は、あまり調査事項を変えない時系列重視の方向になったので、現在の労働力調査詳細集計からさかのぼって時系列比較することが基本的に可能である。

## 用語の定義
総務省統計局「労働力調査」詳細集計（2018年以降）の就業状態の分類
|        |        |        |        |        |        |            |            |            |            |            |            |        |        |        |        | 15歳以上人口 |            |            |            |                |                |                |                |                  |                  |                  |                  |                  |                  |        |        |        |        |  |  |  |  |  |  |  |  |  |  |  |  |  |  |  |  |  |  |  |  |
|        |        |        |        |        |        |            |            |            |            |            |            |        |        |        |        |              |            |            |            |                |                |                |                |                  |                  |                  |                  |                  |                  |        |        |        |        |  |  |  |  |  |  |  |  |  |  |  |  |  |  |  |  |  |  |  |  |
|        |        |        |        |        |        |            |            |            |            |            |            |        |        |        |        |              |            |            |            |                |                |                |                |                  |                  |                  |                  |                  |                  |        |        |        |        |  |  |  |  |  |  |  |  |  |  |  |  |  |  |  |  |  |  |  |  |
|        |        |        |        |        |        | 労働力人口 | 労働力人口 | 労働力人口 | 労働力人口 | 労働力人口 | 労働力人口 |        |        |        |        |              |            |            |            |                |                |                |                | 非労働力人口     | 非労働力人口     | 非労働力人口     | 非労働力人口     | 非労働力人口     | 非労働力人口     |        |        |        |        |  |  |  |  |  |  |  |  |  |  |  |  |  |  |  |  |  |  |  |  |
|        |        |        |        |        |        | 労働力人口 | 労働力人口 | 労働力人口 | 労働力人口 | 労働力人口 | 労働力人口 |        |        |        |        |              |            |            |            |                |                |                |                | 非労働力人口     | 非労働力人口     | 非労働力人口     | 非労働力人口     | 非労働力人口     | 非労働力人口     |        |        |        |        |  |  |  |  |  |  |  |  |  |  |  |  |  |  |  |  |  |  |  |  |
|        |        |        |        |        |        |            |            |            |            |            |            |        |        |        |        |              |            |            |            |                |                |                |                |                  |                  |                  |                  |                  |                  |        |        |        |        |  |  |  |  |  |  |  |  |  |  |  |  |  |  |  |  |  |  |  |  |
|        |        | 就業者 | 就業者 | 就業者 | 就業者 | 就業者     | 就業者     |            |            | 失業者     | 失業者     | 失業者 | 失業者 | 失業者 | 失業者 |              |            |            |            | 潜在労働力人口 | 潜在労働力人口 | 潜在労働力人口 | 潜在労働力人口 | 潜在労働力人口   | 潜在労働力人口   |                  |                  | その他           | その他           | その他 | その他 | その他 | その他 |  |  |  |  |  |  |  |  |  |  |  |  |  |  |  |  |  |  |  |  |
|        |        | 就業者 | 就業者 | 就業者 | 就業者 | 就業者     | 就業者     |            |            | 失業者     | 失業者     | 失業者 | 失業者 | 失業者 | 失業者 |              |            |            |            | 潜在労働力人口 | 潜在労働力人口 | 潜在労働力人口 | 潜在労働力人口 | 潜在労働力人口   | 潜在労働力人口   |                  |                  | その他           | その他           | その他 | その他 | その他 | その他 |  |  |  |  |  |  |  |  |  |  |  |  |  |  |  |  |  |  |  |  |
|        |        |        |        |        |        |            |            |            |            |            |            |        |        |        |        |              |            |            |            |                |                |                |                |                  |                  |                  |                  |                  |                  |        |        |        |        |  |  |  |  |  |  |  |  |  |  |  |  |  |  |  |  |  |  |  |  |
| 従業者 | 従業者 | 従業者 | 従業者 | 従業者 | 従業者 |            |            | 休業者     | 休業者     | 休業者     | 休業者     | 休業者 | 休業者 |        |        | 拡張求職者   | 拡張求職者 | 拡張求職者 | 拡張求職者 | 拡張求職者     | 拡張求職者     |                |                | 就業可能非求職者 | 就業可能非求職者 | 就業可能非求職者 | 就業可能非求職者 | 就業可能非求職者 | 就業可能非求職者 |        |        |        |        |  |  |  |  |  |  |  |  |  |  |  |  |  |  |  |  |  |  |  |  |

### 労働力人口
労働力人口 - 概念的には、就業している者（就業者）と、就業していないが求職活動はしていて仕事さえ見つかればすぐに働ける者との合計である。操作的な定義としては、2018年以降の労働力調査では、基本集計においては「就業者」と「完全失業者」をあわせたものを「労働力人口」とするのに対して、詳細集計においては「就業者」と「失業者」をあわせたものを「労働力人口」としている(pp5-6)。一般に「労働力人口」として利用される統計は基本集計のものであり、またマスメディア等で「失業率」として引用される数値は基本集計の「労働力人口」で「完全失業者」の数を割った数値（正式には「完全失業率」という）である。
- 就業者 - 「従業者」と「休業者」を合わせたもの[9](pp6-8)。
  - 従業者 - 調査週間中に賃金、給料、諸手当、内職収入などの収入を伴う仕事を1時間以上した者。ただし、家族従業者は、無給であっても仕事をしたとする。
  - 休業者 - 仕事を持ちながら、調査週間中に少しも仕事をしなかった者のうち、「雇用者で、給料・賃金の支払を受けている者又は受けることになっている者」または「自営業主で、自分の経営する事業を持ったままで、その仕事を休み始めてから30日にならない者」。

- 完全失業者 - 次の3条件をすべて満たす者[9](p8)。

1. 仕事がなくて、調査週間中に少しも仕事をしなかった（就業者ではない）。
2. 仕事があればすぐ就くことができる。
3. 調査週間中に、仕事を探す活動や事業を始める準備をしていた（過去の求職活動の結果を待っている場合を含む）。

労働力調査では、1949年4月までは、「失業者」の定義に求職の条件をふくめていなかった。その後、調査対象期間内に求職活動していたことという条件を追加して「月末1週間の調査期間に収入になる仕事に就かなかった者で、月末1週間に求職活動をしている者」という定義に変更したので、以前の定義による失業者と区別するために1950年1月から「完全失業者」と呼ぶようになった(p255)。英語での調査結果報告では、1993年までは「Totally unemployed」(p222) と呼んでいたが、1994年からは単に「Unemployed」(p226) となっている。
- 失業者 - 次の3条件をすべて満たす者（最初の2条件は「完全失業者」の定義と同一であり、第3条件で求職活動期間を1週間ではなく1か月に拡大してとらえるところだけがちがう）[9](p10)。

1. 仕事がなくて調査週間中に少しも仕事をしなかった（就業者ではない）。
2. 仕事があればすぐ就くことができる。
3. 調査週間を含む1か月間に、仕事を探す活動や事業を始める準備をしていた（過去の求職活動の結果を待っている場合を含む）。

この定義の「失業者」は2018年以降の詳細集計で用いられている。英語での調査結果報告では「Unemployed persons (ILO 2013)」 となっている。なお基本集計とおなじ「完全失業者」(Unemployed persons) 数も集計されており、「失業者」の内数としてあつかわれる。
なお、就業者のうち、次の3条件を満たす者を追加就労希望就業者という(p9)。具体的には、パートタイムの就業者がフルタイム勤務を希望したり掛け持ちできる副業を探している場合や、生産調整などの会社都合で短時間勤務となっている者などが考えられる（不完全雇用）。
1. 週35時間未満の就業時間である[注 1]。
2. 就業時間の追加を希望している。
3. 就業時間の追加ができる。

### 非労働力人口
非労働力人口 - 概念的には、就業しておらず、求職活動を行っていない者。いわゆるニート、専業主婦などの家事専従者、アルバイトをしない学生、定年退職後に職業生活から完全に引退した高齢者など就業の意思のない者のほか、就業の意思はあるが具体的な求職活動をしていない者、将来の就職が内定しているが調査時点では無職である者などがふくまれる。
従来からの基本集計では、15歳以上人口から就業者と完全失業者を除いたものが「非労働力人口」である(p5)。仕事以外にしている主な活動により「通学」「家事」「その他」に分類される。
2018年以降の詳細集計では、15歳以上人口から就業者と失業者を除いたものが「非労働力人口」である(p6)。その中からさらに、次の「潜在労働力人口」が区別される(pp10-11)。
潜在労働力人口 - 就業者でも失業者でもない者のうち、次のいずれかに該当する者。働くことのできる時期が少し先であったり、具体的な求職活動を行ってはいないものの就業の意欲と準備はあるといったように、従来の定義では失業者にならないが実態はそれに近い境界領域にある者をとらえるため、2018年以降の詳細集計に導入された。
- 拡張求職者 - 次の2つの条件を満たす者

1. 1か月以内に求職活動を行っている。
2. すぐではないが、2週間以内に就業できる。

- 就業可能非求職者 - 次の3つの条件を満たす者

1. 1か月以内に求職活動を行っていない。
2. 就業を希望している。
3. すぐに就業できる。

### 就業状態に関する各種比率
基本集計によるもの(pp11-12)：
- 労働力人口比率 - 15歳以上人口に占める労働力人口の割合。しばしば「労働力率」と呼ばれる。
- 就業率 - 15歳以上人口に占める就業者の割合。
- 完全失業率 - 労働力人口に占める完全失業者の割合。しばしば「失業率」と呼ばれる。 →#完全失業率の節を参照

詳細集計によるもの(pp12-13)：
- 未活用労働指標 - 雇用情勢を多角的に把握するため、2018年から6つの指標が新たに設定された。 →#未活用労働力の節を参照

### 就業者の分類
就業者については、調査への回答により、つぎのような分類がおこなわれる(pp31-38)。調査週間中に複数の仕事をしていた場合には、一番長い時間した仕事について記入するよう、調査票 に指示されている。
勤務先の事業体に関するもの：
- 産業 - 事業所のおこなっている事業内容の分類。日本標準産業分類（中分類レベル）を参考に、国勢調査の適用基準を準用している[13] [9](p32)。調査票の「勤め先・業主などの名称及び事業の種類」の自由回答欄の記述に基づき、独立行政法人統計センターにおいて分類作業をおこなう。
- 従業者規模 - 企業にふだん勤めている者の数

調査対象者のおこなう仕事内容、あるいは事業体との関係によるもの：
- 職業 - 本人が実際に従事する仕事の内容。日本標準職業分類を参考に、国勢調査の適用基準を準用している[14] [9](p34)。調査票の「本人の仕事の種類」の自由回答欄の記述に基づき、独立行政法人統計センターにおいて分類作業をおこなう。

- 従業上の地位 - 事業所内での本人の地位。つぎのように分類される。内職者が「自営業主」に、役員（会社社長など）が「雇用者」に分類されるなど、一般的な感覚とはずれているところがあるので注意。
  - 自営業主
    - 雇有業主
    - 雇無業主
      - 一般雇無業主
      - 内職者

  - 家族従業者
  - 雇用者
    - 役員
    - 役員を除く雇用者

- 雇用形態 - 役員を除く雇用者については、「勤め先における呼称」などによって、「正規の職員・従業員」と「非正規の職員・従業員」に区分する。「非正規の職員・従業員」とは「パート」「アルバイト」「契約社員」「嘱託」「労働者派遣事業所の派遣社員」「その他」である。

### 就業時間等
個別の就業者について測定したもの(pp30-31)：
- 就業時間 - 調査期間中に実際に仕事に従事した時間。複数の仕事を行った場合は、それらを合計する。定義上、休業者の就業時間はゼロ、従業者の就業時間は1時間以上となる。
- 月末1週間の就業日数 - 調査期間中、本業・副業にかかわらず、実際に仕事に従事した日数。
- 月間就業日数 - 調査月の1か月間に、本業・副業にかかわらず、実際に仕事に従事した日数。
- 月間就業時間 - 「就業時間」を「月末1週間の就業日数」で割って「月間就業日数」をかけた値。

従業者の全体（あるいはその一部）について計算したもの(pp30-31)：
- 延週間就業時間 - すべての従業者の就業時間の合計。
- 平均週間就業時間 - 延週間就業時間を従業者数で割った値。

### 世帯
調査対象となった世帯については、すべての構成員（15歳未満の子供をふくむ）について年齢・性別・続柄を調査し、それらをもとに世帯を分類する。なお、旅行・出稼ぎ・入院などで3か月以上留守にしている世帯員は、調査対象にならない。
- 単身世帯 - 一人で暮らしている人のほか、寄宿舎等に居住する単身者、病院や福祉施設の入院者・入所者など。
- 親族世帯 - 世帯主のほかに、その親族がすくなくとも一人いる世帯。
- 核家族世帯 - 親と子供だけで構成されている世帯、あるいは世帯主とその配偶者だけの世帯。
- 夫婦のいる世帯 - 夫婦だけ、あるいは夫婦とその親または子供（またはそれらの両方）だけの世帯。世帯内に複数の夫婦がある場合、夫が最も年少である夫婦を「夫婦」として集計をおこなう。
- 母子世帯 - 母親と20歳未満の未婚子だけの世帯。
- 高齢者世帯 - 65歳以上の者がいて、かつ64歳以下の男性も59歳以下の女性もいない世帯。
- 高齢者単身世帯 - 65歳以上の者の単身世帯。

## 特徴
就業状況や求職活動について、個人を対象にアクチュアル方式 (current activity status) で調査をおこなっている(p74)。国際労働機関 (ILO) の決議 に準拠した方法であり、同様の方法で統計を作成している国と比較可能なデータを提供している。
労働力調査は1947年にさかのぼる古い調査であり、過去からの継続性を重視してきた。基本的な項目については1953年からのデータを接続して代表性のある数値を得ることができる（残念ながら、サンプリング方法のちがいのため、1952年以前のデータはそれ以降と直接接続できない(p14)）。ただし、長期の時系列データが用意されている指標以外は、1999年以前については電子化されていないことが多く、印刷された報告書あるいは総務省統計図書館所蔵の報告書非掲載表などを利用する必要がある。
特に完全失業率（単に「失業率」と呼ばれることが多い）は、本調査が継続的に測定してきた最も注目される指標である。季節調整を行った完全失業率は、毎月の雇用環境の状況を把握する指標として重要視されている。2020 (令和2) 年の労働力調査では、平均の完全失業率は2.8%、完全失業者は191万人と新型コロナウイルス感染症の流行の経済の悪化を受ける形での増加が見られる。
2018年以降は、後述のように、未活用労働力についての諸指標を新設している。2020年（年平均集計）では追加就労希望就業者は228万人、潜在労働力人口は44万人、LU1が3.1%に対しLU2は6.4%、LU4は7.0%となっている。LU4を男女別にみると、男性は5.7%、女性は8.5%となった。LU4の内訳を男女、年齢階級別にみると、男性は65歳以上を除く全ての年齢階級で、失業者の占める割合が高く、女性は25 - 34歳を除く全ての年齢階級で追加就労希望就業者の占める割合が高くなった。
労働力調査は労働供給側からの調査であり、個人を対象としておこなわれる。自営業・家族従業者・内職などを対象にふくむほか、企業側では把握していないサービス残業や裁量労働制などの労働時間、個人的な人間関係を利用した求職活動なども把握できる。また、抽出された住戸に居住する世帯員全員のデータがそろうので、世帯単位の分析が可能である。これらの点で、公共職業安定所の業務から得られる求人・求職・就職等の状況を集計して求人倍率等の指標を発表している職業安定業務統計（厚生労働省）、事業所を対象とした標本調査に基づいて常用労働者の給与や労働時間の統計を作成している毎月勤労統計（厚生労働省） などとは差別化されている。
さらに、毎月おこなわれる調査であるために、速報性があり、短期間の変化をすぐに追跡することができる。基本集計は毎月（おおむね調査の翌月末）、詳細集計は四半期ごと（2月、5月、8月、11月）に発表される。この点は、5年ごとの周期調査である国勢調査、就業構造基本調査、社会生活基本調査（いずれも総務省統計局）などとの大きなちがいといえる。ただし、地域別の結果は年1度（おおむね2月）、年平均値のみの公表となる。基本集計については年次と年度の平均値、詳細集計については年次の平均値もそれぞれ年に1度作成される。(p3)
集計結果はインターネット（政府統計の総合窓口 (e-Stat)） で提供される。また、結果公表の都度、総務省統計局のウェブサイト にも掲載される。前年分の結果と調査・集計方法の解説等を収めた『労働力調査年報』 が毎年5月に刊行される。

## 未活用労働力
非正規雇用の増加に見られるように就業の形態は多様化し、雇用・失業情勢を取り巻く環境も一様でなくなるなど、就業を巡る状況は大きく変化してきた。このため、雇用情勢をより多角的に把握するために、2018 (平成30) 年1月から「特定調査票」の内容を変更し、就業者、完全失業者、非労働力人口といった就業状態に加えて、就業者の中でもっと働きたいと考えている者や、非労働力人口の中で働きたいと考えている者などを未活用労働として新たに把握し、複数の未活用労働に関する指標として、四半期ごとに公表していくこととなった。
「未活用労働」にあてはまる者は、失業者、追加就労希望者、潜在労働力人口が含まれる。完全失業率に加えて、新たに公表する未活用労働に関する指標は、以下の6つの指標である。
- 未活用労働指標1 (LU1) - 「労働力人口」に占める「失業者」の割合。ILOの定義に基づく「国際基準の失業率」と言え、日本独自の指標である「完全失業率」とは若干異なる。LU1の公表により、失業率を同じ基準で国際比較することができる。
- 未活用労働指標2 (LU2) - 「労働力人口」に占める「失業者」と「追加就労希望就業者」の割合。仮にLU1が低下していてもLU2が上昇している局面では、失業者は減少しているが、追加的に働きたい人が増加している状況であり、LU1の低下ほど雇用情勢は改善していないと見ることもできる。
- 未活用労働指標3 (LU3) - 「労働力人口」と「潜在労働力人口」に占める「失業者」と「潜在労働力人口」の割合。仮にLU1とLU3の差が大きい局面（景気の急激な悪化時等）では、働きたいが、求職をあきらめたため非労働力人口となっている者が多い状況等であり、活用されていない労働力人口が多く存在している（失業率でみる以上に労働市場は厳しい）と見ることもできる。
- 未活用労働指標4 (LU4) - 「労働力人口」と「潜在労働力人口」に占める「失業者」と「追加就労希望就業者」と「潜在労働力人口」の割合。未活用労働全体の大きさ（労働供給の伸びしろ）を示す。最も広く未活用の労働力を把握するもので、失業者のほか、労働市場で活用可能な者全てを対象とした率ということができる。
- 未活用労働補助指標1 - 「労働力人口」に占める「非自発的失業者」（失業者のうち，求職理由が「定年又は雇用契約の満了」又は「勤め先や事業の都合」の者）の割合。非自発的な理由により失業した深刻度の高い者を把握するもの。
- 未活用労働補助指標2 - 「労働力人口」と「拡張求職者」に占める「失業者」と「拡張求職者」の割合。LU1よりも就業可能時期を広げたもので，就業可能時期を2週間以内としているEU諸国との比較を可能にするもの。

## 雇用形態

日本における役員を除く雇用者（年齢別）。
青は正規雇用、橙はパートタイム、緑はアルバイト、赤は派遣労働者、紫は契約社員、茶は嘱託社員、ピンクはその他。

| 雇用形態                           | 万人  |
| ---------------------------------- | ----- |
| 役員                               | 335   |
| 期間の定めのない労働契約           | 3,728 |
| 1年以上の有期契約                  | 451   |
| 1か月～1年未満の有期契約（臨時雇） | 763   |
| 1か月未満の有期契約（日雇い）      | 15    |
| 期間がわからない                   | 239   |

## 完全失業率

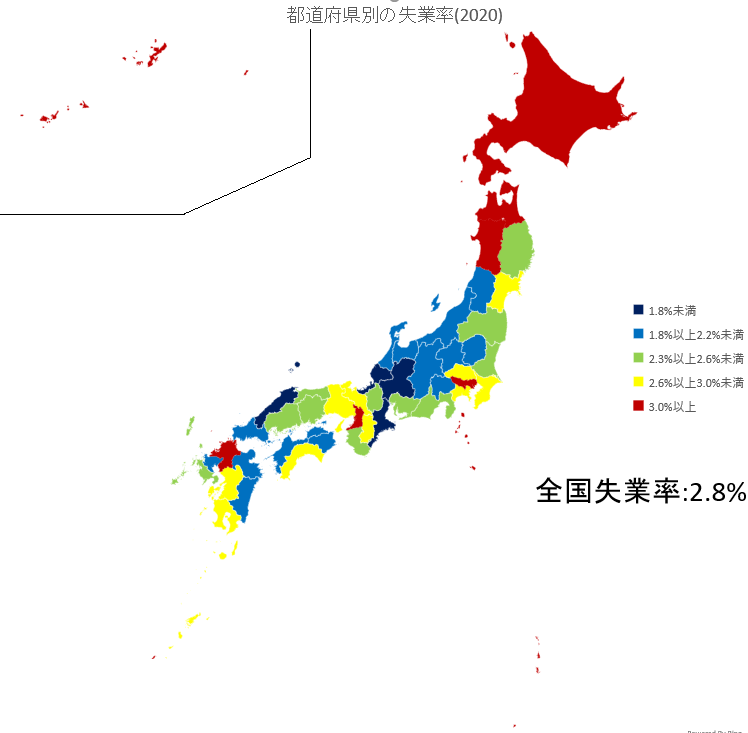
日本の都道府県別失業率（2020年,総務省統計局）。

日本の失業率（男女別、年齢別）。15-24歳（細線）が若年失業者にあたる。

以下は労働力調査の毎年4月1日時点の年齢に合わせた『15歳以上から64歳まで』と『65歳以上』を合算した完全失業者数と完全失業率との推移である。
| 年   | 完全失業者数（万人） | 完全失業者数（万人） | 完全失業者数（万人） | 完全失業率 (%) | 完全失業率 (%) | 完全失業率 (%) |
| 年   | 男女計               | 女                   | 男                   | 男女計         | 女             | 男             |
| ---- | -------------------- | -------------------- | -------------------- | -------------- | -------------- | -------------- |
| 1990 | 134                  | 57                   | 77                   | 2.1            | 2.2            | 2.0            |
| 1991 | 136                  | 59                   | 78                   | 2.1            | 2.2            | 2.0            |
| 1992 | 142                  | 60                   | 82                   | 2.2            | 2.2            | 2.1            |
| 1993 | 166                  | 71                   | 95                   | 2.5            | 2.6            | 2.4            |
| 1994 | 192                  | 80                   | 112                  | 2.9            | 3.0            | 2.8            |
| 1995 | 210                  | 87                   | 123                  | 3.2            | 3.2            | 3.1            |
| 1996 | 225                  | 91                   | 134                  | 3.4            | 3.3            | 3.4            |
| 1997 | 230                  | 95                   | 135                  | 3.4            | 3.4            | 3.4            |
| 1998 | 279                  | 111                  | 168                  | 4.1            | 4.0            | 4.2            |
| 1999 | 317                  | 123                  | 194                  | 4.7            | 4.5            | 4.8            |
| 2000 | 320                  | 123                  | 196                  | 4.7            | 4.5            | 4.9            |
| 2001 | 340                  | 131                  | 209                  | 5.0            | 4.7            | 5.2            |
| 2002 | 359                  | 140                  | 219                  | 5.4            | 5.1            | 5.5            |
| 2003 | 350                  | 135                  | 215                  | 5.3            | 4.9            | 5.5            |
| 2004 | 313                  | 121                  | 192                  | 4.7            | 4.4            | 4.9            |
| 2005 | 294                  | 116                  | 178                  | 4.4            | 4.2            | 4.6            |
| 2006 | 275                  | 107                  | 168                  | 4.1            | 3.9            | 4.3            |
| 2007 | 257                  | 104                  | 154                  | 3.9            | 3.7            | 3.9            |
| 2008 | 265                  | 107                  | 159                  | 4.0            | 3.8            | 4.1            |
| 2009 | 336                  | 133                  | 203                  | 5.1            | 4.8            | 5.3            |
| 2010 | 334                  | 128                  | 207                  | 5.1            | 4.6            | 5.4            |
| 2011 | 302                  | 115                  | 187                  | 4.6            | 4.2            | 4.9            |
| 2012 | 285                  | 112                  | 174                  | 4.3            | 4.0            | 4.6            |
| 2013 | 265                  | 103                  | 163                  | 4.0            | 3.7            | 4.3            |
| 2014 | 236                  | 96                   | 142                  | 3.6            | 3.4            | 3.7            |
| 2015 | 222                  | 89                   | 135                  | 3.4            | 3.1            | 3.6            |
| 2016 | 208                  | 82                   | 126                  | 3.1            | 2.8            | 3.3            |
| 2017 | 190                  | 78                   | 112                  | 2.8            | 2.7            | 3.0            |
| 2018 | 166                  | 67                   | 99                   | 2.4            | 2.2            | 2.6            |
| 2019 | 162                  | 66                   | 96                   | 2.4            | 2.2            | 2.5            |
| 2020 | 191                  | 76                   | 115                  | 2.8            | 2.5            | 3.0            |

1990年代以降から非正規雇用の需要が高まった背景には、日本のバブル経済崩壊前の『雇用・債務・設備』の「3つの過剰」にバブル経済崩壊後に企業が直面したことにある。3つの過剰への処置とさて企業はリストラに着手し、人件費の抑制に注力して非正規従業員を多用するようになった。賃金体系も基本給よりも、その年ごとの企業業績に連動させやすい賞与（ボーナスなど）に給与の重きを置くようになった。2003年に野口旭によると産業構造の転換に伴う自発的失業・健全な失業率は2 - 3%とされている。
太平洋戦争（第二次世界大戦）後の長い間、日本の失業率は1-2%と低かったが、米国のITバブル崩壊後の2001年時点で失業率は5%弱と以前より高くなっている。2002年に当時では日本で戦後に過去最高の完全失業率5.5%を記録、米国のリーマン・ショック後の2009年7月には完全失業率5.7%と戦後の過去最高を更新した。
2000年時点で平均失業者は320万人と1990年の2倍以上となっている。
2010年の日本では、自発的失業者と摩擦的失業者の割合は3.5%程度とされている。
2020年時点で、失業率が2%の場合、日本全体の完全失業者数は約137万人であるが、5%の場合約343万人となる。2020年時点の日本の完全失業率は2.8%、完全失業者数は約191万人であり、失業率を1ポイント改善させるためには、約69万人の新規雇用を創出する必要がある。
失業率は、年齢別・地域別で見るとばらつきが大きい。年齢別では若年層 (15-24歳)の失業率は平均4.6%と全体平均の2.8%を大きく上回っている（2020年時点）。かつて、リーマン・ショックによる経済悪化のあった2009年の時、日本の10-20代前半までの世代失業率は10%に接近しているという国際機関の調査も出ていた。地域別では、北関東・甲信、北陸の2.5%から北海道・南関東の3.3%まで地域間で大きく差が開いている（2020年10-12月時点）。
2016年には正規の職員・従業員が年平均 3364 万人と前年よりも51 万人の増加した。背景にはアベノミクスによる景気の上向きで新規雇用がまず非正規として創出されたため、予想よりも高い労働者需要で求職者有利な売り手市場に変化したために企業が当初の景気による雇用予定よりも人手不足になった。そのため、2015年から非正規採用者や対象だった者を正規雇用に切り替え始めたことで2年連続の増加となった。
2017年には『非正規から正規への逆流』が始まり、2017年には『正規職の有効求人倍率』が1を上回って正規職のされた求人数が上回る流れに変わった。アベノミクス以降の成長率や雇用の増加率から失業率は2018年に0.9%、2019年0%近くにまでなると予測されたが、実際の失業率はそうならなかった。しかしながら、失業率が減少しており、企業は空前絶後の人手不足から今雇っている非正労働者・新規採用者の正規採用への増加継続に加えて賃上げや待遇競争・脱デフレにより、デフレという物価や売り上げが減少していく時には最適化モデルだったブラック企業は労働者が集まらなるため路線の転換・倒産が相次ぐと予想された 。
その後、新型コロナウイルス感染症の流行の経済的影響により、2020年の失業率は前年より0.4ポイント高い約2.8%となった。しかしながら、雇用調整助成金によって雇用維持している休業者を含めれば、2倍超えの失業率になると指摘されている。
2012年から2017年までの5年の間に韓国の若年失業率が2.3ポイント高くなって9.8%に悪化したのに対し、米国は5.8ポイントで下落で7.2%、日本も2.6ポイント低下した4.4%で日本の若年失業率はOECDの半分まで低くなった。